# Luigi Cancellieri
Luigi Cancellieri (Roma, (Itàlia), 21 de juny, 1895 - Estats Units, 1959), fou un clarinetista estatunidenc d'origen italià.
Cancellieri va estudiar amb Aurelio Magnani al Conservatori de Santa Cecília de Roma. A principis de la dècada de 1920, després de la seva reobertura, Cancellieri va ser clarinet principal a La Scala de Milà sota la direcció de Toscanini fins al final de la temporada 1923-1924. Luigi Cancellieri va emigrar als Estats Units l'estiu de 1924 i es va convertir en ciutadà dels Estats Units. Es va convertir en clarinet principal de lOrquestra de l'Òpera Metropolitana.
Gunther Schuller i altres col·legues van dir que Cancellieri tenia un so de clarinet complet i ric, immediatament identificable. Luigi Cancellieri va viure durant anys al Carnegie Hall, una ubicació convenient. Cancellieri utilitzava una embocadura de cristall o vidre al clarinet, tal com es deia que havien fet Gino Cioffi i Robert Marcellus, almenys en part.
Luigi Cancellieri va morir el 1959.